# Ghumarwin
Ghumarwin là một thị xã và là một nagar panchayat của quận Bilaspur thuộc bang Himachal Pradesh, Ấn Độ.

## Nhân khẩu
Theo điều tra dân số năm 2001 của Ấn Độ, Ghumarwin có dân số 5720 người. Phái nam chiếm 53% tổng số dân và phái nữ chiếm 47%. Ghumarwin có tỷ lệ 78% biết đọc biết viết, cao hơn tỷ lệ trung bình toàn quốc là 59,5%: tỷ lệ cho phái nam là 80%, và tỷ lệ cho phái nữ là 76%. Tại Ghumarwin, 11% dân số nhỏ hơn 6 tuổi.